# サターンスリラー映画賞
サターンスリラー映画賞（サターンスリラーえいがしょう、Saturn Award for Best Thriller Film）は、サターン賞の部門の一つ。1994年から2010年までは「サターンアクション/アドベンチャー/スリラー映画賞」、2010年から2012年までは「サターンホラー/スリラー映画賞」という名称だった。2013年にサターンホラー映画賞に名称が戻ったことに伴い、新たにサターンスリラー映画賞が創設された。

## 受賞結果

### 2010年代
| 年度                 | 作品名                                            |
| -------------------- | ------------------------------------------------- |
| 2013年 (第40回)      | ワールド・ウォーZ                                 |
| 2013年 (第40回)      | ザ・コール 緊急通報指令室                         |
| 2013年 (第40回)      | ザ・イースト                                      |
| 2013年 (第40回)      | グランド・イリュージョン                          |
| 2013年 (第40回)      | プレイス・ビヨンド・ザ・パインズ/宿命             |
| 2013年 (第40回)      | プリズナーズ                                      |
| 2014年 (第41回)      | ゴーン・ガール                                    |
| 2014年 (第41回)      | アメリカン・スナイパー                            |
| 2014年 (第41回)      | イコライザー                                      |
| 2014年 (第41回)      | ザ・ゲスト                                        |
| 2014年 (第41回)      | イミテーション・ゲーム/エニグマと天才数学者の秘密 |
| 2014年 (第41回)      | ナイトクローラー                                  |
| 2015年 (第42回)      | ブリッジ・オブ・スパイ                            |
| 2015年 (第42回)      | ブラック・スキャンダル                            |
| 2015年 (第42回)      | ザ・ギフト                                        |
| 2015年 (第42回)      | ヘイトフル・エイト                                |
| 2015年 (第42回)      | Mr.ホームズ 名探偵最後の事件                      |
| 2015年 (第42回)      | ボーダーライン                                    |
| 2016年 (第43回)      | 10 クローバーフィールド・レーン                   |
| 2016年 (第43回)      | ザ・コンサルタント                                |
| 2016年 (第43回)      | ガール・オン・ザ・トレイン                        |
| 2016年 (第43回)      | 最後の追跡                                        |
| 2016年 (第43回)      | ジェイソン・ボーン                                |
| 2016年 (第43回)      | ロスト・バケーション                              |
| 2016年 (第43回)      | スプリット                                        |
| 2017年 (第44回)      | スリー・ビルボード                                |
| 2017年 (第44回)      | デンジャラス・プリズン -牢獄の処刑人-             |
| 2017年 (第44回)      | オリエント急行殺人事件                            |
| 2017年 (第44回)      | ペンタゴン・ペーパーズ/最高機密文書               |
| 2017年 (第44回)      | サバービコン 仮面を被った街                       |
| 2017年 (第44回)      | ウインド・リバー                                  |
| 2018年 (第45回)      | ホテル・エルロワイヤル                            |
| 2018年 (第45回)      | 悪夢の逃避行                                      |
| 2018年 (第45回)      | ストレイ・ドッグ                                  |
| 2018年 (第45回)      | ブルータル・ジャスティス                          |
| 2018年 (第45回)      | グレタ GRETA                                      |
| 2018年 (第45回)      | マー -サイコパスの狂気の地下室-                   |
| 2018年 (第45回)      | search/サーチ                                     |
| 2019/2020年 (第46回) | ナイブズ・アウト/名探偵と刃の館の秘密             |
| 2019/2020年 (第46回) | ザ・ファイブ・ブラッズ                            |
| 2019/2020年 (第46回) | グッドライアー 偽りのゲーム                       |
| 2019/2020年 (第46回) | アイリッシュマン                                  |
| 2019/2020年 (第46回) | Mank/マンク                                       |
| 2019/2020年 (第46回) | アンカット・ダイヤモンド                          |

### 2020年代
| 年度                       | 作品名                              |
| -------------------------- | ----------------------------------- |
| 2021/2022年 (50周年念記念) | ナイトメア・アリー                  |
| 2021/2022年 (50周年念記念) | アンビュランス                      |
| 2021/2022年 (50周年念記念) | ノースマン 導かれし復讐者           |
| 2021/2022年 (50周年念記念) | オールド                            |
| 2021/2022年 (50周年念記念) | アウトフィット (映画)               |
| 2021/2022年 (50周年念記念) | PIG/ピッグ                          |
| 2022/2023年 (第51回)       | オッペンハイマー                    |
| 2022/2023年 (第51回)       | ドント・ウォーリー・ダーリン        |
| 2022/2023年 (第51回)       | ナイブズ・アウト: グラス・オニオン  |
| 2022/2023年 (第51回)       | The Lesson                          |
| 2022/2023年 (第51回)       | ザ・メニュー                        |
| 2022/2023年 (第51回)       | ノック 終末の訪問者                 |
| 2023/2024年 (第52回)       | ストレンジ・ダーリン                |
| 2023/2024年 (第52回)       | ブリンク・トゥワイス                |
| 2023/2024年 (第52回)       | シビル・ウォー アメリカ最後の日     |
| 2023/2024年 (第52回)       | Saltburn                            |
| 2023/2024年 (第52回)       | スピーク・ノー・イーブル 異常な家族 |
| 2023/2024年 (第52回)       | ウルフズ                            |